# فيليم الثاني، كونت هينو
فيليم الثاني، كونت هينو (1307 – 26 سبتمبر 1345) كان ويليام الرابع من أفيسنيس سور هيلب، ويليام الرابع من مقاطعة هولندا وويليام الثالث من زيلند منذ 1337 حتى وفاته، مخلفاً أباه ويليام الثالث. تزوج Joanna, Duchess of Brabant وليمبورخ في 1334، لكن بدون أبناء.